# 博奥路駅
博奥路駅（はくおうろえき）は、中華人民共和国浙江省杭州市蕭山区金城路と博奥路の交差点に位置する杭州地下鉄5号線の駅である。

## 歴史
建設時の仮駅名は「青年路駅」であった。
- 2020年4月23日：開業[2][3]。

## 駅構造
島式ホーム1面2線を有する地下駅。

### のりば
案内上ののりば番号は設定されていない。
| 路線    | 方向 | 行先                 |
| ------- | ---- | -------------------- |
| ■ 5号線 | 下り | 城站・南湖東方面     |
| ■ 5号線 | 上り | 火車南站・姑娘橋方面 |

（出典：杭港地下鉄:内部空间示意图）

## 駅周辺
- 金瑞ビル
- 蕭山商会ビル
- 華城科技ビル
- 栄星南苑
- 中贏・金城里
- 置地ビル
- 金恵初中
- 星河景庭公寓
- 華瑞・匯金中心

## 隣の駅
杭州地下鉄
■ 5号線
浜康路駅 - 博奥路駅 - 金鶏路駅